# Makedonien i Eurovision Song Contest 2016

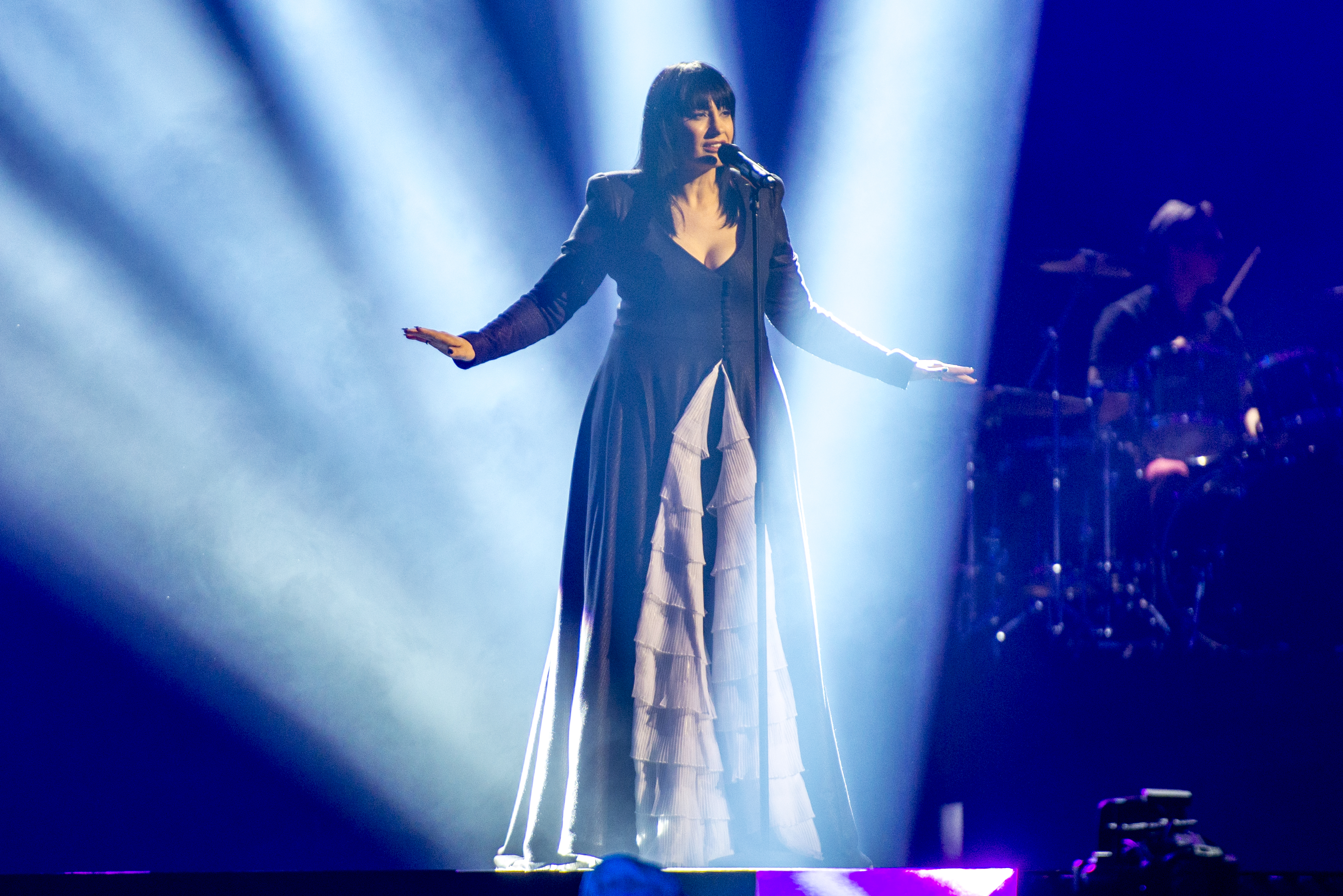
Kaliopi under en repetition före den andra semifinalen av Eurovision Song Contest 2016 i Stockholm.

Makedonien deltog i Eurovision Song Contest 2016 i Stockholm, Sverige. Kaliopi, en makedonsk singer-songwriter som tidigare representerat Makedonien i Eurovision Song Contest 2012, valdes internt av Makedoniens TV-bolag MRT.

## Internvalet
MRT bekräftade, samtidigt som artisten presenterades, att låten som ska framföras av Kaliopi vid tävlingen skulle väljas internt och presenteras i februari 2016. I en intervju för makedonska tidningen Večer uppgav Kaliopi att hennes tävlingsbidrag "Dona" skulle framföras på makedonska och att hon återigen skulle arbeta med Romeo Grill, som skrev hennes bidrag "Crno i belo" 2012. 

## Under Eurovision
Landet deltog i SF2 där man inte lyckades nå finalen.